# Mimosa lorentzii
Mimosa lorentzii är en ärtväxtart som beskrevs av August Heinrich Rudolf Grisebach. Mimosa lorentzii ingår i släktet mimosor, och familjen ärtväxter. Inga underarter finns listade i Catalogue of Life.